# Federazione pallavolistica di Singapore
La Federazione singaporiana di pallavolo (eng. Volleyball Association of Singapore, VAS) è un'organizzazione fondata per governare la pratica della pallavolo a Singapore.
Organizza il campionato maschile e femminile, e pone sotto la propria egida la nazionale maschile e femminile.
Ha aderito alla FIVB nel 1965.